# 耶萊娜·麥克威廉姆斯
耶萊娜·麥克威廉姆斯（英語：Jelena McWilliams，1973年7月29日—），是美國聯邦存款保險公司的主席。她被唐納·川普總統提名為FDIC董事會成員，並於2018年5月24日獲得美國參議院一致同意。麥克威廉姆斯於2018年6月5日宣誓就任董事長。此前，她曾擔任俄亥俄州辛辛那提市五三銀行的執行副總裁兼首席法務官。2021年12月31日，她宣布從FDIC辭職，自2022年2月4日起生效。

## 早年生活和教育
1973年，麥克威廉姆斯出生於南斯拉夫（今塞爾維亞貝爾格萊德）的耶萊娜·奧布雷尼奇（塞爾維亞西里爾文：Јелена Обренић），她在18歲時前往美國，並在加利福尼亞大學柏克萊分校獲得政治學文學學士、法學博士。

## 家庭
麥克威廉姆斯是一位單身母親，育有一個女兒。在存了足夠的錢之後，她帶父母從南斯拉夫搬到了美國。

## 外部連結
- 耶萊娜·麥克威廉姆斯的個人簡介 （页面存档备份，存于）

| 官衔                     | 官衔                                         | 官衔                          |
| ------------------------ | -------------------------------------------- | ----------------------------- |
| 前任者： 托馬斯·M·霍尼格 | 美國聯邦存款保險公司董事會成員 2018年–2022年 | 空缺                          |
| 前任者： 馬丁·J·格魯伯格 | 美國聯邦存款保險公司主席 2018年–2022年       | 繼任者： 馬丁·J·格魯伯格 代理 |